# Edelényi kistérség
Az Edelényi kistérség kistérség Borsod-Abaúj-Zemplén megyében, központja Edelény.

## Fekvése
Borsod-Abaúj-Zemplén megye északi részén helyezkedik el. Északon Szlovákiával határos. A települések a Bódva folyó völgyében, a Csereháton, az Aggteleki-karszt területén és az ahhoz csatlakozó dombvidéken helyezkednek el.

## Települések
| - Abod - Aggtelek - Balajt - Becskeháza - Bódvalenke - Bódvarákó - Bódvaszilas - Boldva - Borsodszirák - Damak - Debréte - Edelény | - Égerszög - Galvács - Hangács - Hegymeg - Hidvégardó - Irota - Jósvafő - Komjáti - Ládbesenyő - Lak - Martonyi - Meszes | - Nyomár - Perkupa - Rakaca - Rakacaszend - Szakácsi - Szalonna - Szendrő - Szendrőlád - Szin - Szinpetri - Szögliget - Szőlősardó | - Szuhogy - Teresztenye - Tomor - Tornabarakony - Tornakápolna - Tornanádaska - Tornaszentandrás - Tornaszentjakab - Varbóc - Viszló - Ziliz |

## Története
Aggtelek 2007-ben került ide a Kazincbarcikai kistérségtől.

## Nevezetességei
- Gömör–Tornai-karszt
- L’Huillier–Coburg-kastély, Edelény
- Gömör-Tornai Nyár fesztivál